# Чернобыль. Зона отчуждения
«Черно́быль. Зо́на отчужде́ния» — российский мистический телесериал производства «СинеЛаб Продакшн» (1 сезон) и RatPack Production (2 сезон) по заказу телеканалов ТНТ и «ТВ-3». Премьерный показ первого сезона состоялся с 13 по 23 октября 2014 года на телеканале ТНТ. Премьерный показ второго сезона состоялся с 10 ноября по 1 декабря 2017 года на телеканале «ТВ-3».
Действие сериала происходит в Зоне отчуждения Чернобыльской АЭС.
Слоган первого сезона: «Никто не вернётся прежним». 

Слоган второго сезона: «Мир никогда не будет прежним».

## Сюжет

### 1-й сезон
Действие сериала разворачивается в 2013 и в 1986 годах, накануне аварии на Чернобыльской АЭС. Главные герои — пятеро знакомых: Паша, Лёша, Настя, Аня и Гоша.
На следующее утро после вечеринки у Паши к нему домой по вызову приходит представитель интернет-провайдера для наладки соединения с Интернетом. Пока друзья сидят на кухне, он забирает деньги из сейфа и сбегает. Заметив пропажу, герои отправляются на «Волге» вдогонку за грабителем в Припять и случайным образом сначала попадают в множество невероятных ситуаций, а затем оказываются в прошлом. Город Припять является в сериале в двух видах — как в настоящее время, так и во время до взрыва.
В конечном счёте Паше удаётся изменить будущее, и он попадает в альтернативный 2013 год, где СССР не распался, а все события после аварии на АЭС произошли в США.

### 2-й сезон
Действие 2-го сезона продолжает события последней серии 1-го сезона и разворачивается в двух альтернативных версиях стран: в СССР и в США, где 7 августа 1986 года произошла альтернативная версия аварии на АЭС Калверт-Клифс вместо Чернобыльской и идёт новая Гражданская война.
Паше придётся снова собрать своих изменившихся друзей, вернуться назад в прошлое и вернуть всё на свои места. Также к ним присоединяется таинственный Никита в маске, под которой он скрывает своё изуродованное лицо.
Герои побывают в нескольких временных пластах, начиная 1986 годом, позже — 1956 годом и заканчивая альтернативным 2013 годом.

### Полнометражный фильм.Чернобыль: Зона отчуждения. Финал.
В фильме представлено 3 альтернативных финала для героев. Каждая из версий раскрывает основной смысл финала сериала «Чернобыль».
В аномальной зоне около Припяти под защитным саркофагом реактора № 4 ЧАЭС корпорация «ГлобалКинтек» начала строительство.
Этим планам пытается помешать специальная межгосударственная комиссия, но прямо во время пресс-конференции на её руководителя нападает группа неизвестных террористов, которую возглавляет Паша — когда-то он успешно сражался с Зоной, но в итоге он стал её частью. Четвёрка его друзей — Аня, Лёша, Настя и Гоша, а так же Полковник Рябов — отправляются в Припять, чтобы попытаться спасти Пашу и предотвратить новую катастрофу мирового масштаба.

## Актёры и роли

### В главных ролях
| Актёр              | Роль                                                                          |
| ------------------ | ----------------------------------------------------------------------------- |
| Константин Давыдов | Павел Андреевич (Паша) Вершинин                                               |
| Сергей Романович   | Алексей (Лёша) Горелов                                                        |
| Валерия Дмитриева  | Анастасия (Настя) Мадышева                                                    |
| Кристина Казинская | Анна Павловна (Аня) Антонова                                                  |
| Анвар Халилулаев   | Георгий (Гоша) Петрищев                                                       |
| Илья Щербинин      | Игорь Матвеев «Подкастер»                                                     |
| Евгений Стычкин    | Сергей Александрович Костенко капитан КГБ СССР / генерал-майор ФСБ            |
| Джолин Андерсон    | Клэр Мэттисон                                                                 |
| Роман Агеев        | Деррик Флетчер / Дмитрий Александрович Киняев глава корпорации «ГлобалКинтек» |

### В эпизодах
| Актёр                         | Роль                                                                                 |
| ----------------------------- | ------------------------------------------------------------------------------------ |
| Евгения Каверау               | Лена Антонова старшая сестра Ани                                                     |
| Николай Иванов                | Сергей Гордеевич Антонов папа Ани и Лены                                             |
| Дарья Лузина                  | Ирина Андреевна Антонова мама Ани и Лены, парикмахер                                 |
| Линда Табагари                | Таня Перфилова                                                                       |
| Алексей Весёлкин              | друг Паши                                                                            |
| Дмитрий Бобров                | дознаватель                                                                          |
| Ольга Приходько               | тётя Тамара соседка Ани                                                              |
| Антон Аносов                  | Коля приятель Лёхи                                                                   |
| Александр Наумов              | Колян дальнобойщик                                                                   |
| Вячеслав Троицкий             | дальнобойщик                                                                         |
| Леонид Петренко               | экспедитор                                                                           |
| Алексей Шлянин                | Саня экспедитор                                                                      |
| Павел Чукреев                 | Крылов старший лейтенант 6 отдела ДПС                                                |
| Андрей Мясников               | напарник Крылова                                                                     |
| Всеволод Хованский-Померанцев | сержант                                                                              |
| Константин Адаев              | Анатолий Соколюк старший лейтенант ФСИН                                              |
| Ива Солоницына                | Ирина серийная убийца                                                                |
| Олег Евтеев                   | Саша напарник Анатолия Соколюка                                                      |
| Андрей Осипов                 | хозяин экспресс-кафе «Теремок»                                                       |
| Андрей Соломонов              | Андрей Василенко                                                                     |
| Максим Костромыкин            | Васёк механик                                                                        |
| Константин Ельчанинов         | Саша жених                                                                           |
| Екатерина Кудинская           | Катька невеста                                                                       |
| Василий Шлыков                | Виктор Рябов участковый                                                              |
| Иван Тимченко                 | мужчина-1                                                                            |
| Владислав Дунаев              | мужчина из толпы                                                                     |
| Юлия Абрамова                 | женщина-1                                                                            |
| Наталья Буслакова             | женщина-2                                                                            |
| Андрей Крыжний                | гопник                                                                               |
| Даулет Абдыгапаров            | Рахим таджик                                                                         |
| Юрий Гумиров                  | пограничник                                                                          |
| Алексей Цуркан                | пограничник                                                                          |
| Ростислав Гулбис              | Коломиец лейтенант, сотрудник пограничной службы в аэропорту (2-й сезон)             |
| Александр Фисенко             | Макс                                                                                 |
| Александр Василевский         | Богдан                                                                               |
| Михаил Куряев                 | Гарик                                                                                |
| Татьяна Жукова                | старушка                                                                             |
| Татьяна Кличановская          | старушка                                                                             |
| Владимир Жарков               | участковый                                                                           |
| Оксана Шевченко               | Рахманова                                                                            |
| Наталья Сильвановская         | администратор парикмахерской                                                         |
| Олег Чернигов                 | хозяин велосипеда                                                                    |
| Руслан Щедрин                 | мальчик                                                                              |
| Сергей Карасевич              | Юрец велосипедист                                                                    |
| Николай Евтушенко             | санитар                                                                              |
| Елизавета Васильева           | девочка                                                                              |
| Алиса Майорова                | Катя девочка                                                                         |
| Станислав Эвентов             | Николай Гольдман                                                                     |
| Сергей Афанасьев              | Андрей Сергеев учёный                                                                |
| Виктор Полторацкий            | Владимир Добрынин застрявший в дереве                                                |
| Николай Трифилов              | лесник                                                                               |
| Владимир Сологубов            | мужчина с сигаретой                                                                  |
| Татьяна Плетнёва              | тётка с квасом                                                                       |
| Даниил Пшеничный              | мальчишка                                                                            |
| Дмитрий Кошелев               | мальчишка                                                                            |
| Злата Терехова                | школьница                                                                            |
| Андрей Попович                | пацан                                                                                |
| Артём Федотов                 | Валерий участковый                                                                   |
| Сергей Уст                    | лейтенант                                                                            |
| Олег Кривенко                 | Скрыпник старший следователь 4 отделения                                             |
| Александр Силаев              | конвойный                                                                            |
| Михаил Лукашов                | конвойный                                                                            |
| Дмитрий Попов                 | дежурный КГБ                                                                         |
| Дмитрий Гудочкин              | опер                                                                                 |
| Михаил Скачков                | опер                                                                                 |
| Максим Макушев                | опер                                                                                 |
| Максим Житник                 | опер                                                                                 |
| Илья Ермолов                  | Андрей опер                                                                          |
| Станислав Щенин               | хозяин машины                                                                        |
| Валерий Граммавиков           | Валерий Степанович Данилов доктор                                                    |
| Юрий Колганов                 | дядя Володя сосед Сергея Антонова, механик станции техобслуживания Чернобыльской АЭС |
| Наталья Горшкова              | уборщица                                                                             |
| Валентина Ананьина            | Евгения Михайловна бабуля                                                            |
| Анна Пань                     | мама Паши                                                                            |
| Владимир Роганов              | Андрей папа Паши                                                                     |
| Владимир Сидоров              | сторож музея                                                                         |
| Евгений Сахаров               | патрульный                                                                           |
| Валерий Дегтярь               | Сергей Антонов папа Ани, 60 лет                                                      |
| Ольга Бузова                  | камео ведущая новостей                                                               |
| Даниил Спиваковский           | пассажир с котом                                                                     |
| Владимир Епифанцев            | Анохин десантник                                                                     |
| Роберт Пауль Тэйлор           | Рауль разбойник                                                                      |
| Мигель Рохас                  | Рохас разбойник                                                                      |
| Дэвид Джейсон Перез           | Марко разбойник                                                                      |
| Мо Галлини                    | Хесус разбойник                                                                      |
| Джолли Линкольн               | Деррик Флетчер сын Дины Флетчер в 1986                                               |
| Тони Кристофер                | Дина Флетчер мать Деррика в 1986                                                     |
| Джон Райли                    | Дина в молодости в 1956                                                              |
| Лорен Кокнес                  | Бэтти Мэттисон мать Клэр в 1956                                                      |
| Бобби Кинг                    | Стэн Мэттисон отец Клэр в 1956                                                       |
| Александр Яценко              | Виталий Сорокин инженер реактора № 4 ЧАЭС                                            |
| Марта Тимофеева               | Юля Сорокина дочь Сорокина                                                           |
| Григорий Баранов              | рыбак                                                                                |
| Александр Шишкин              | рыбак                                                                                |
| Юрий Назаров                  | Гулбич                                                                               |
| Александр Бенза               | Никита                                                                               |
| Сергей Внуков                 | Никита                                                                               |
| Никита Боголюбов              | Никита                                                                               |

## Список серий

### Сезон 1 (2014)
| № | # | Название                  | Оригинальная дата показа |
| --- | - | ------------------------- | ------------------------ |
| 1 | 1 | «Сон, деньги и Чернобыль» | 13 октября 2014          |
| Родители Паши уезжают на пару недель в Турцию, оставив дома в сейфе 8 000 000 рублей. Паша со своим другом Лёшей закатывают дома сумасшедшую вечеринку. На утро после тусовки в квартире появляется таинственный представитель интернет-компании Игорь, который крадёт деньги из родительского сейфа. Друзья обращаются в полицию, но, сообразив, что делу это ничем не поможет, отправляются на поиски грабителя сами. Отследив его по интернету, ребята находят видеоблог парня и узнают, что он едет в Чернобыль. Вторая часть серии — «Дорога» Попутно ребята грабят дальнобойщиков, и один из них начинает погоню. Ребятам удаётся оторваться, а дальнобойщик подрезает другую машину. |   |                           |                          |
| 2 | 2 | «Беглец»                  | 14 октября 2014          |
| Ребята подъезжают к машине, которую подрезал дальнобойщик, и находят одного выжившего, после чего отвозят его в ближайшее дорожное кафе, которое выглядит подозрительно пустым и в котором находится всего одна официантка. Настя, Аня и Лёша остаются в кафе, а Паша и Гоша возвращаются на место аварии, чтобы найти второго выжившего, о котором им сообщил первый. Просмотрев записи с видеорегистратора машины, попавшей в аварию, ребята понимают, что в этой машине перевозили опасную серийную убийцу Ирину, которая после смерти дочери сошла с ума и убила множество людей. С ужасом они узнают в убийце официантку кафе. Она похищает Настю, поскольку та кажется ей похожей на дочь, и увозит ее. Но вскоре их подрезает таинственный чёрный джип, провоцируя аварию, а затем водитель джипа убивает Ирину. Вторая часть серии — «Ах, эта свадьба…» Ребята приезжают в деревню, встречая таинственного Андрея, который просит их передать на свадьбе невесте одну фотографию. Они выполняют миссию, однако невесте становится плохо. С помощью механика, которому ребята сдали в ремонт машину, выясняется, что жених годом ранее подстроил аварию, в которой Андрей погиб. Попутно Игорь выкладывает видео, в котором показывает, как потратил ещё часть денег Паши. |   |                           |                          |
| 3 | 3 | «Граница»                 | 15 октября 2014          |
| На подъезде к российско-украинской границе Лёша встречает таджика Рахима, которому надо пересечь границу. Лёша прячет таджика в багажник, а сам решает нелегально перейти границу в обход пункта пропуска, чтобы пронести пистолет. Пограничники обнаруживают Рахима, вследствие чего компания попадает в отделение. Но благодаря изобретательности Насти они всё-таки пересекают границу, хотя Рахим остаётся на таможне. Попутно они смотрят очередное видео Игоря, который рассказывает, что врезался в машину, в которой ехали Рахим и мужчина, направляясь в Припять (Рахим остался жив, мужчина погиб). Вторая часть серии — «Припять» Ребята приезжают в город-призрак Припять. Игоря там не оказывается, удаётся найти только его мотоцикл, часть денег и диск с записью. На диске они смотрят видео, в котором Игорь говорит, что пытался уехать из города, но каждый раз возвращался в исходную точку своего пути. Некоторое время спустя ребята лично сталкиваются с таким же парадоксом. Аня объясняет Паше, зачем она поехала с ними, а в сумке Рахима, которая осталась в багажнике после таможни, они находят странный прибор, похожий на счётчик радиации. |   |                           |                          |
| 4 | 4 | «Охота»                   | 16 октября 2014          |
| Проснувшись утром, друзья понимают, что Аня уехала на их машине. Отправившись на её поиски, в пригородах Припяти они встречают охотников-психопатов из Харькова, которые открывают на ребят «сафари». Несмотря на неравные силы, им удаётся спастись, тем более, что им помогает загадочный водитель чёрного джипа. Вторая часть серии — «Фантомы» На машине охотников ребята возвращаются в Припять, где в попытках найти Аню обнаруживают, что Зона способна создавать идентичных, но враждебно настроенных двойников-фантомов. |   |                           |                          |
| 5 | 5 | «Сестра»                  | 20 октября 2014          |
| Парни находят Аню на самой верхней люльке остановившегося в 1986 году колеса обозрения. Из её рассказа они узнают, что Аня, вернувшись в Припять, случайно активировала прибор Рахима, который использовала как фонарик, и перенеслась в 1986 год, где сумела спасти свою сестру, атакованную бродячей собакой на заброшенной стройке. После спасения она гуляет с сестрой, катаясь с ней на колесе обозрения, откуда Аню и «выбрасывает» обратно в настоящее. Ребята смотрят семейные фотографии Ани, и обнаруживают, что её сестра благополучно выросла и теперь у Ани есть племянники. Вторая часть серии — «Бункер» Ребята слышат ужасные крики, доносящиеся из леса. Решив, что это Игорь, они отправляются в лес на поиски парня, но обнаруживают человека, который наполовину врос в дерево, а в его руке был зажат прибор, похожий на прибор из сумки Рахима. Он просит принести ему обезболивающее из секретного бункера, в котором группа учёных проводила эксперименты, изучая аномалии Зоны. Просматривая видео в бункере, ребята узнают, что учёные обнаружили блуждающую аномалию, связывающую прошлое и настоящее, и сконструировали специальный прибор, который может на несколько часов перемещать объекты в прошлое ровно на 27 лет назад. Однако в ходе эксперимента один из учёных случайно оказался на месте, где в настоящем выросло дерево, именно его ребята и видели рядом с бункером. Тем временем кто-то простреливает в машине ребят двигатель, и они решают остаться в бункере на ночь. |   |                           |                          |
| 6 | 6 | «Человек в беде»          | 21 октября 2014          |
| Наутро в бункер к ребятам стучится Игорь, который после долгого блуждания по Зоне находится явно не в себе и просит срочно помочь некому Андрею Сергееву, попавшему в беду. Последовав за Игорем, ребята попадают в заброшенный дом, где находят таинственную преследующую их собаку и лежащий в кровати труп, после чего убеждаются, что Зона отчуждения представляет собой нечто, что имеет живой разум со своей логикой и намерениями. Созданные ею образы говорят, что Зона хочет их убить, поскольку считает опасными для себя (аналогично Зона ранее убила учёных в бункере). Чтобы спастись друзья активируют прибор-перемещатель во времени и попадают в 1986 год… Вторая часть серии — «Там» Ребята хотят найти транспорт, чтобы уехать из Припяти до того как их выбросит в настоящее, а Аня встречает своего отца и выясняет, что тот в опасности, поскольку в день аварии он окажется на станции. |   |                           |                          |
| 7 | 7 | «За день до…»             | 22 октября 2014          |
| Герои отчаянно хотят предупредить всех о Чернобыльской аварии и отец Ани в итоге соглашается помочь им. Вторая часть серии — «КГБ СССР» Паша с Лёшей пытаются взломать машину, чтобы уехать подальше от зоны отчуждения, и это замечает местная милиция, вследствие чего все попадают в отделение, где капитан КГБ Костенко принимает их за шпионов. Прямо на допросе всех ребят «выбрасывает» обратно в 2013 год, где их уже поджидает водитель таинственного чёрного джипа. |   |                           |                          |
| 8 | 8 | «Враг во времени»         | 23 октября 2014          |
| Водителем оказывается постаревший Костенко. Он требует отдать ему прибор для перемещения во времени (Лёша всё рассказал ему в прошлом под действием сыворотки правды во время допроса), который нужен ему, чтобы исправить ситуацию в 1986 году. Костенко из-за их исчезновения обвинили в государственной измене, и его жизнь пошла под откос. Чуть позже он признаётся, что теперь работает наёмным бандитом. Он также рассказывает, что благодаря сделанным фотографиям паспортов ребят следил за ними чуть ли не с рождения. В какой-то момент он понял, что ребята просто так в Чернобыль не поедут, да и с Аней они не знакомы, поэтому подговорил Игоря обокрасть Пашу, свёл с ними Аню и заставил поехать в Чернобыль Игоря. Начинается перестрелка, в которой Костенко постепенно убивает всех, кроме Паши, с которым вынужден драться врукопашную. В ходе драки Паша активирует прибор, и их перемещает обратно в прошлое. Вторая часть серии — «ЧП в четвёртом блоке» Паша и Костенко заключают вынужденный союз, чтобы предотвратить аварию. Костенко излагает план, который готовил 27 лет: при помощи удостоверения полковника КГБ проникнуть в резиденцию, похитить оружие, выстрелить из гранатомёта по четвёртому блоку, который тогда закроют, и испытания реактора, которые привели к аварии, проводить не будут (по его плану свободный выстрел можно использовать в любом месте прямо по четвёртому блоку, чтобы ускорить начало закрытия испытания). Также он рассказывает, как нашёл всех ребят, как понял, что их рассказы - правда (так как после развала СССР ему выдали паспорт, идентичный паспортам ребят). Перед выполнением миссии они заходят в квартиру Костенко из прошлого, чтобы отдохнуть, но сталкиваются с её хозяином, который узнаёт Пашу и вступает с ним в схватку, но его одолевает старый Костенко, который наносит рану, мгновенно отражающуюся на собственном лице, чем вводит молодого в исступление. Обезвредив его, Паша и Костенко из настоящего идут в местное отделение КГБ, похищают оружие и едут к четвёртому блоку. Однако туда же прибывает по тревоге КГБ, поэтому завязывается перестрелка, в которой Костенко из 2013 по незнанию убивает себя молодого, после чего исчезает. Паша стреляет из гранатомёта по трубе, та рушится, а Пашу арестовывают и доставляют в КГБ, откуда его «выбрасывает» в настоящее на глазах у изумлённых сотрудников. Его выбрасывает во вполне ухоженной камере, выбравшись из которой, он обнаруживает, что город не заброшен, управление КГБ по Припяти преобразовано в "Музей КГБ", посвящённый погибшему Костенко и двум его сослуживцам. Едва не загремев в тюрьму за нелестное высказывание по поводу Герба СССР на борту милицейской машины, Паша с удивлением обнаруживает публичный компьютер, где с ещё большим удивлением просматривает информационные сводки за последние 27 лет и обнаруживает, что СССР продолжает существовать и является доминирующей державой, а Владимир Путин является генеральным секретарём ЦК КПСС; США, напротив, находятся в полном упадке, поскольку в 1986 году там произошла авария на АЭС Калверт-Клифс, последствия которой оказались во много раз страшнее аварии на ЧАЭС (привела не только к значительным жертвам и разрушениям, но и к экологической катастрофе). Там же идёт вторая Гражданская война (одним из её эпизодов стал расстрел Белого дома - резиденции Президента США). Также Паша через сеть находит Лёшу и обнаруживает, что тот, хоть и является его другом, но представляет собой совершенно другую личность (аналогично Гоша и Настя стали совсем другими). Подавленного изменениями Пашу находит Сергей Антонов (отец Ани из прошлой реальности), который помнит всех ребят, приходивших к нему в прошлом. От него Паша узнаёт, что у него только одна дочь - Лена. Парня по-прежнему потрясают изменения, и Антонов замечает, что «время не прощает просто так тех, кто его меняет» и говорит Паше: «Ты здесь чужой». Когда Паша переместился из прошлого, все его воспоминания должны были стереться, ведь он родился в другой стране. Но поскольку этого не случилось, то он намекает, что произошло нарушение временного баланса, и теперь существуют два Паши Вершинина: главный герой и альтернативный Паша новой реальности. На вопрос Паши Антонов отвечает, что последние 27 лет только это и изучал, а помогал ему прибор времени, найденный на дне бассейна, куда Паша и Костенко упали после перемещения. Своими действиями Паша породил вселенную "СССР-2013". |   |                           |                          |

### Сезон 2 (2017)
| № | # | Название                          | Оригинальная дата показа |
| --- | - | --------------------------------- | ------------------------ |
| 9 | 1 | «Прекрасное далёко»               | 10 ноября 2017           |
| Ноябрь, настоящее время. СССР. В США, переставших существовать как государственное образование и расколовшихся на несколько отдельных стран, идёт кровопролитная гражданская война, из-за чего в Северной Америке постоянно увеличивается количество миротворческих сил. Антонов привозит Пашу в Москву, превратившуюся в ультрасовременный и благоухоженный мегаполис, с целью выбить для него загранпаспорт и вывезти его из страны из-за того обстоятельства, что во временной линии "СССР-2013" теперь два Паши - местная версия и версия из "России-2013", а их встреча может привести к непредсказуемым последствиям. Однако возле здания МИД СССР происходит взрыв автомобиля, а Антонов, оказавшийся практически в эпицентре взрыва, погибает. Контуженный Паша видит, как с места происшествия скрывается Костенко, но милиционер считает, что он не в себе после взрыва. Придя в себя, Паша решает найти для начала свою альтернативную версию и забрать его документы. Проникнув домой к своей альтернативной версии, он ищет документы, но сталкивается с самим собой, который воспринимает Пашу как страдающего параноидальной шизофренией, и пытается позвать на помощь через открытое окно, но его тут же убивают прицельным выстрелом. Паша видит, как с соседней крыши уходит Костенко со снайперской винтовкой. Неожиданно проблема обостряется, так как к нему домой заявляются друзья. Не успев нормально спрятать "собственный" труп, Паша добивается того, что ошалевшие от обнаруженного тела альтернативного Паши друзья выслушивают от вооружившегося винтовкой Паши краткую версию событий первого сезона, но дальнейшие объяснения прерываются включившейся противопожарной сиреной и звонком от неизвестного, пытающегося спасти ребят. Они вырываются из задымлённого подъезда, где Гоша с Настей убегают, а Паша отдаёт Лёше сумку с прибором для перемещения во времени, наказывая ему вечером, если Паша не вернётся, сбросить её с моста. Паша уезжает от дома, и замечает, что за ним ведётся преследование. Ему удаётся уйти от погони, и взять преследователя на прицел, только чтобы узнать о Никите - русском эмигранте и бывшем сотруднике АЭС Калверт-Клиффс, который хорошо знал Антонова практически с момента аварии. Некоторое время назад они неудачно осуществили эксперимент по путешествию во времени и во время возвращения Никита повредил лицо и голосовые связки. Теперь он вынужден носить маску. Также Никита объясняет, что Костенко выжил из-за парадокса времени. Вдвоём они придумывают план, который предусматривает участие всех друзей Паши. Прибыв в аэропорт, Паша сталкивается с проблемами на пограничном контроле, но быстро их решает, вспомнив, что видел пограничника ранее (на российско-украинской границе в 1 сезоне), заговаривает его темой нетрадиционных отношений (уголовно наказуемых в СССР). |   |                                   |                          |
| 10 | 2 | «7505:800»                        | 10 ноября 2017           |
| Паша и его друзья летят в США на авиалайнере Boeing 747-200 авиакомпании «Соваэро», при этом Паша, совершенно неожиданно для себя встречает Аню, работающую бортпроводницей. Он делится своими соображениями с Никитой, который неожиданно философски относится к этому вопросу. Герои изучают записи Антонова, но Гоша относится к этому со скепсисом, на что Никита обижается. Почти сразу самолёт резко теряет высоту и ребята теряют сознание. Через неопределённое время они приходят в себя и понимают, что на борту никого нет, кроме них самих, а из экипажа осталась только Аня, но самолёт находится под управлением... Пытаясь выяснить, что с ними, они понимают, что самолёт где-то совершал посадку, а в их масках был наркоз. Внезапно появляется кот, и Аня вспоминает, что один из пассажиров просил провести его к коту. Спустившись в багажное отделение, они всё же находят пассажира, который оказывается экстрасенсом, в какой-то момент он показывает на Пашу и начинает говорить что "он всё устроил", а потом называет всех поимённо, с уточнением ролей ребят внутри своей группы (см. Актёры и роли)). Придя в себя, пассажир объясняет, что он - экстрасенс, бегущий из страны. Внезапно Лёша замечает, что один из плафонов странно мерцает и понимает, что им передали азбукой морзе сообщение "Я в самолёте.". Они пытаются выяснить, кто в кабине, так как экстрасенс назвал лишнее имя - Сергей, но внезапно самолёт снова начинает терять высоту... Семью часами ранее: Boeing 747-200 авиакомпании «Соваэро», на котором летят герои, совершил аварийную посадку в Рейкьявике из-за возгорания на борту самолёта, но майор из ВДВ понимает, что причина посадки ненастоящая, и в момент, когда он покидает самолёт, тот закрывает двери и начинает руление на взлёт. Майор сообщает представителю посольства, что самолёт угоняют, а сам проникает на борт через стойку шасси, и берёт Никиту, угнавшего самолёт, на прицел, едва не застрелив. Настоящее время: Между Никитой и десантником начинается схватка, в результате которой самолёт на время лишается управления, а майор получает пулю. Почти сразу самолёт настигает F-15E Strike Eagle ВВС США, который был послан на перехват. Никита предполагает, что власти уже знают об угоне, и делает вид, что выполняет требования истребителя, качая крыльями, но потом резко сбрасывает высоту. Пилот истребителя стреляет из авиапушки M61 Vulcan очередью по курсу самолёта, давая понять, что далее будет стрелять на поражение, и закладывает мёртвую петлю, вставая в хвост Боинга и выпускает ракету класса «воздух—воздух» с инфракрасной головкой самонаведения AIM-9 Sidewinder. Никита уклоняется от неё, отключив 1 и 2 двигатели, но вторая ракета попадает в 4-й двигатель, причинив серьёзный урон самолёту. Под управлением Никиты самолёт совершает аварийную посадку на кладбище самолётов в штате Мэриленд, как говорит десантник, неподалёку от АЭС "Калверт-Клиффс" и базы Советской армии. |   |                                   |                          |
| 11 | 3 | «Welcome to USA»                  | 17 ноября 2017           |
| Четверо мексиканских бандитов видят, как Боинг с горящим мотором идёт на посадку, и едут к месту приземления. Их видят герои, но Никита говорит, что разберётся. Бандиты берут всех на прицел, а их главный разговаривает с Аней, которую вместе с Настей, уводят. Никита пробирается к десантнику, который забирает у него пистолет с 7 патронами и приказывает всем бежать, жертвуя собой. Он убивает одного из них и ранит второго, но при попытке забрать оружие раненого, погибает от удара ножом. Никита приводит оставшихся на свободе героев к дому местного врача, который отказался покидать Зону, в данный момент оперирующего подстреленного майором бандита. Паша пробирается в дом врача, а Лёша встречает Настю, пытающуюся сбежать. Он отдаёт ей нож из самолёта. Врач замечает Пашу и прикрывает его от бандитов. Позже Никита рассказывает врачу, что они - члены русской научной экспедиции, напоровшиеся на бандитов, и потерявших при этом нескольких членов экспедиции, в том числе девушек. Узнав об этом, он отдаёт им охотничье ружьё и ключи от своей машины, сообщив, где искать бандитов. Неожиданно выясняется, что Гоша неплохо стреляет, и после слов Никиты соглашается прикрывать ребят, которые начинают реализовывать план: Никита выводит из строя генератор, Паша с Лёшей вырубают одного из бандитов и завладев револьвером, бросаются освобождать девушек. Паша натыкается на второго бандита, в которого всаживает нож Аня. Вместе они бегут от дома, когда в них начинают стрелять оставшиеся бандиты, но и они сами вынуждены укрыться, так как Гоша начал огонь на подавление, ранив одного из них. В итоге, когда стемнело, бандиты догоняют их на машине и начинают стрелять по ним. Никита выходит на связь с врачом и запрашивает у него помощь. Тот не раздумывая, бросается на выручку. В какой-то момент он приказывает ребятам свернуть влево, а сам на полной скорости таранит бандитов, убивая как их, так и себя... Вернувшись в дом врача, ребята приводят себя в порядок, а наутро хоронят его и уезжают в город Ласби, расположенный неподалёку от АЭС. Под ограждением станции Никита отдаёт Паше планшет "на всякий случай" и они активируют прибор, но обнажённый Никита, похожий на сильно постаревшего Пашу, остаётся на месте переноса в 2013 году. |   |                                   |                          |
| 12 | 4 | «Веришь в Бога, верь и в дьявола» | 17 ноября 2017           |
| Серия начинается с того, что ребята, попавшие в прошлое (6 августа 1986 года) незадолго до аварии, смотрят видеозапись, сделанную на камеру в 2:51 утра 7 августа 1986 года в отеле в Ласби, где серьёзно раненый Никита делает видеозапись на видеокамеру в 2:51 утра 7 августа 1986 года в отеле в Ласби, где предполагает, что вода блокирует процесс переноса во времени, т.к. он вернулся без прибора для перемещения, и он останется в прошлом, ничего не имея за душой и 26 лет на подготовку, просто окунувшись в воду. Эксперимент успешно осуществляется, и он остаётся в прошлом. Вторая часть видео сделана уже в 2013 году, где Никита раскрывает страшную правду - он и есть Паша, который, предотвратив аварию на Чернобыльской АЭС, изменил реальность и авария в этой реальности произошла на АЭС Калверт-Клиффс. Уже в изменённой реальности в 2013 году Паша(Никита) попытался предотвратить аварию (переместившись в Зону, теперь уже в Калверт-Клиффс, с помощью прибора для перемещения, найденного Антоновым в бассейне), но безуспешно, и своими действиями (погружением в воду во время обратного переноса) закрыл для себя возможность путешествовать во времени. Гоша, тоже смотрящий это видео, в приступе истерики убегает невесть куда. Гошу чуть не сбивает машина. Её водитель - священник Майкл Огден, страдающий провалами в памяти, подбирает путников и отвозит их в Ласби. По пути они досматривают запись "Никиты", где узнают имя человека, взорвавшего станцию - Клэр Мэттисон. Также он предостерегает от проникновения в её дом из-за "сюрприза", изуродовавшего его лицо и сообщает, что на планшете есть все необходимые данные о станции и Клэр, а в кармане сумки - поддельные документы для Паши, деньги и инструкции. Потом объясняет с демонстрацией фото и видео, что случилось в первый раз: Лёша и Настя погибли в ДТП, когда грузовик не справился с управлением, а Аня и Гоша - в аэропорту Нью-Йорка при теракте, но Гоша перед этим спас Пашу. От увиденного ребята оказываются в шоке. Тем временем Огдена проводят в комнату Дерека Флетчера - мальчика, в которого, как уверена мать ребёнка, вселился дьявол. Оказывается, что священник потомственный экзорцист, но отказался от этой практики после того, как получил травму головы. Когда они собираются уехать, в доме раздаётся крик, и герои вместе с Огденом находят мать мальчика без сознания. Паша просит у священника ключи и едет в город на его машине вместе с Лёшей и Настей. Аня и Гоша остаются вместе с Огденом в доме Флетчеров. Огден ищет Дерека, и находит его, когда он подходит к Ане и Гоше, и вдруг произносит по-русски "Не бойся, Гоша. Скоро всё закончится.". Огден пытается разговаривать с тёмной сущностью, вселившейся в Дерека, но терпит неудачу, свет гаснет, и мальчик скрывается. Позднее его находят. Его глаза закрыты, а в руке - керосиновая лампа. В какой-то момент канистра с бензином опрокидывается и начинается сильный пожар. Огден пытается спасти Дерека, но тот повторяет, что Майкл умрёт этой ночью. Он призывает Аню и Гошу выбираться из дома, а сам берёт мать мальчика, которая вдруг нападает на священника и убивает его. Позднее туда приезжают экстренные службы, которые задерживают Аню и Гошу, так как по рации сообщают, что какие-то русские устроили пальбу в местном баре. Тем временем Лёша за рулём отвлекается от дороги и чуть не сбивает человека, оказавшегося Клэр. Они проходят в бар, где передают записку Огдена владельцу бара, и наблюдают за самой Клэр. В какой-то момент начинается драка, и Настя стреляет из пистолета в воздух, чтобы её остановить. Выбравшись из бара, они бросаются в погоню за Клэр, которая заканчивается успешно. Обыскивая карманы Клэр, Паша находит бумажник с фотографией Клэр на фоне въездного знака Припяти, а вместе с ней на фото - Костенко. Внезапно она приходит в себя и, угрожая Насте ножом, вынуждает парней отпустить её. Пашу, Настю и Лёшу арестовывают и доставляют в участок. Гоша понимает, что их выбросит в будущее, прямо внутрь бетонного монумента, и они погибнут. Тем временем Дерек выбирается из машины скорой помощи и пытается остановить Клэр, спроецировав ей в голову кадры Чернобыльской аварии, показывая ей, что случилось с Припятью и призывает не делать этого с её родным Ласби. Следом он заставляет её оторваться от земли, но не справляется с силами и теряет сознание, не предотвращая взрыв. В отделении герои застают момент отключения взрыва, и в тот момент прибор срабатывает. Паше удаётся активировать прибор, и переместиться в 1956 год, когда здание полицейского участка только строилось. |   |                                   |                          |
| 13 | 5 | «1956»                            | 24 ноября 2017           |
| Паше снятся сны о чужой жизни из 1986 года, а Гоша с Лёшей отправляются на поиск пищи и грабят покупательницу. Чуть позже, за городом, ребята встречают молодого Огдена, и в тот момент, когда они собираются расстаться, его на машине сбивает сумасшедший. Они понимают, что виновны в том заболевании, от которого следующие 30 лет будет мучиться священник, и отвозят его в больницу, где Аня рассказывает полицейским, что они шведы из христианской миссии. Ребята обсуждают вопрос питания, и Паша решает сдать собственную кровь ради бесплатного обеда. Лёша с Настей объясняются друг с другом в перевязочной, в итоге, уединяясь, а Паша с Гошей разгадывают пароль к файлу, оставленным "Никитой" - дата аварии на Чернобыльской АЭС (событие, которое знает только Паша), и смотрят видео, в котором тот объясняет как суть снов Паши, так и рассказывает про тех, кто участвовал во снах, в том числе и о Виталии Сорокине - дежурном на 4 блоке ЧАЭС и погибшем при взрыве, и каким-то образом ставшем Зоной. Аня выясняет судьбу Огдена и видит рыдающую женщину, которая всерьёз запугана тем, что её муж сбежал из психлечебницы и сбил Огдена. Ребята привозят Огдена домой, и там Гоша изучает файлы о Мэттисон и предполагает, что если человек, оказавшийся ближе всех к эпицентру ядерной аварии, становится Зоной, то Клэр - Зона в США, и перемещения во времени связаны с этим человеком. Клэр родилась всего за 2 дня до появления ребят в 1956 году, а после вопроса Лёши насчёт подробностей её биографии, узнают, что её мать зарубил топором психически нездоровый отец, сама она попала в детдом, где увлеклась идеями социализма и даже побывала в СССР в 1980-е. Ребята отправляются спать в машину, предполагая, что если их выкинет в будущее, то оно пройдёт без последствий, но Паша просыпается и видит, что все исчезли, и видит огромный световой шар, за которым следует. Однако ребята, проснувшись, видят, что пропал наоборот, сам Паша. Они его настигают только тогда, когда он подходит к дому Мэттисонов, а затем слышат крик о помощи. Бросившись на выручку, они видят, как невменяемый мужчина топором, украденным из больницы, пытается проломить дверь, за которой прячется мать Клэр, но отвлекается на ребят, которые вступают в неравную схватку, по итогам которой Паша каким-то образом выбрасывает отца Клэр из окна, и тот разбивается насмерть. Тотчас они исчезают из 1956 года, оставляя мать Клэр не в себе. Чуть позже на переливание крови от анемии приходит девочка по имени Дина Флетчер, которой переливают кровь, сданную чуть раньше Пашей, чем самым наделяя ещё нерождённого Дерека способностями, впоследствии убившими Огдена... |   |                                   |                          |
| 14 | 6 | «Дело о пропавших детях»          | 24 ноября 2017           |
| Перед серией следует цитата Стивена Хокинга: "Мы можем видеть, как чашка падает со стола и разбивается на осколки, но мы никогда не увидим, как чашка складывается и возвращается на стол." Серия начинается с того, как в 1995 году двое любителей подлёдной рыбалки в Бутаковском заливе Химкинского водохранилища находят во льду мёртвого ребёнка. 18 лет спустя ребят выкидывает в то же место - в дом Мэттисонов, в котором идёт ремонт перед продажей. Ничего не понимающие ребята спрашивают Пашу о том, что он сделал, но тот мало что помнит. Гоша предполагает, что не допустив убийство матери Клэр, они уничтожили Зону и тем самым их выбросило в их время. Паша, недолго думая, уничтожает машину времени, желая "просто пожить". Вскоре к дому приезжает взрослая Клэр, и после уточняющих вопросов выясняется, что они в 2013 году. Но тут же возникает новая проблема - на вопрос Ани о ближайшем советском посольстве, Клэр поправляет её, указав на российское посольство в Вашингтоне, на что Паша сообщает, что у него плохие новости. Добравшись до посольства России в Вашингтоне, Паша оставляет ошеломлённых друзей изучать статьи Википедии об истории последних 30 лет, а сам беседует с послом, где рассказывает легенду, что их документы украли афроамериканцы (на самом деле он заставил друзей избавиться от них), а сами они нелегально проникли в США. После беседы он извиняется перед ребятами за то, что лишил их их временной линии и просит ребят выслушать полную версию событий оригинальной временной линии, не перебивая и не задавая никаких вопросов и заканчивает повествование своим появлением в реальности СССР-2013. Шокированные ребята с трудом примиряются с фактом собственного существования в чужой для них реальности. Паше снится Сорокин, который рассказывает свою историю и сообщает, что тот не погиб, и спрашивает, готов ли Паша встретить старого друга. Вдруг во сне появляется Костенко, который расстреливает Пашу. Паша вместе с ребятами просыпаются от того, что Лёша стучит в дверь, прося выпустить их, а Гоша получает новый удар судьбы - он узнаёт, что его отец - не партийный работник, а всего лишь предприниматель, торгующий цветами. После идиотского ультиматума Лёши совершить акт дефекации посреди помещения, если их не выпустят, дверь открывают, и в сопровождении двух служащих посольства, в помещение входит... Костенко. Паша разбивает бутылку, намереваясь защищаться. Но сразу выясняется, что Костенко никого из ребят не знает, а сам он является генерал-майором ФСБ России, вылетевшим в Вашингтон из-за дела, которое Сергей ведёт на протяжении 18 лет - тогда в Москве нашли труп ребёнка, а вскоре ещё четыре. Выследив киллера в середине 1990-х, Костенко проводит его задержание, но безуспешно - киллер подрывает себя, едва не убив самого Костенко. Дело спускают на тормозах, но он не успокоился, так как понял одно - киллер выполнил свой заказ и убил всех детей и показывает список киллера, следом демонстрируя посольский список и просит ответить на вопрос, почему они назвались именами из списка киллера. Костенко заключает "договор" с Лёшей о доставке их домой, в обмен на рассказ. Дипломатическим рейсом их вывозят в Россию. В самолёте Паша обеспокоенно показывает Ане свои "сверхспособности" - заставляет столовый предмет левитировать и изменять форму, и просит её молчать. По прибытии в Россию их встречают сотрудники ФСБ. Костенко беседует с ребятами, и показывает фотографии родителей ребят, но на фото чужие дети, которых подменили в 1995 году и просит ответить на вопрос, кто же они такие. Паша рассказывает кое-какие факты из жизни Костенко в Припяти, чтобы тот поверил, но он не верит и отказывается отпускать ребят. Паша силой мысли устраивает ДТП с машиной Костенко и они спасаются бегством, вынужденно бросив Гошу. Обдумывая дальнейшие действия, ребята решают сначала выяснить, кто заказал их убийство, а затем вытащить Гошу. Сергей беседует с Гошей и рассказывает, что подозревал руководителя компании "Глобал Кинтек" Дмитрия Киняева в заказах на убийство детей, но доказать не смог, и спрашивает, где ребята "пропадали" 18 лет. Гоша рассказывает историю о перемещениях во времени, но ему не верят. Ребята добираются до родного района Паши, где встречают Игоря "Подкастера" и грабят его. Тем временем из лаборатории похищают Гошу, а похититель говорит ему фразу "Не бойся, Гоша. Скоро всё закончится.", давая понять, что Киняев это никто иной как Дерек Флетчер. |   |                                   |                          |
| 15 | 7 | «Гудвин: Великий и ужасный»       | 1 декабря 2017           |
| Флетчер пытает Гошу в своём офисе и понимает, что тот не врёт. Костенко сообщают, что ему передали сообщение, на первый взгляд - полная бессмыслица. Ему звонит Паша, который назначает встречу, и Паша узнаёт, что Гошу похитили. В ходе разговора Паше звонит Аня и сообщает, что их разыскивают какие-то люди, похожие на сотрудников госбезопасности. Костенко объясняет Паше, что он с друзьями крепко влипли, и они вдвоём бросаются на выручку. Остальные ребята пытаются скрыться в каком-то ТРЦ, но безуспешно - их вяжут неизвестные. Паша с Костенко опаздывают, и ожидая военной поддержки, вынуждены импровизировать. Сергей прикидывается взбешённым частным водителем и на несколько секунд вносит сумятицу, успев застрелить двоих и дав время арестовать остальных, но Настю и Лёшу уже увезли. Костенко отвозит спасённых Аню и Пашу в ФСБ, где последние узнают, что Дмитрий Киняев - Дерек Флетчер. Через год после пожара в Ласби его усыновила семья советских дипломатов и вывезла в СССР. При этом, у Дерека был стартовый капитал - страховка жизни его матери. Костенко получает добро на арест Киняева и штурм штаб-квартиры его компании, но опаздывает - того уже нет в Москве, а его голограмма сообщает, где его искать - в Припяти, и требует привезти туда Пашу. Костенко требует от Паши объяснений по поводу происходящего, но отказывается взять с собой в Припять ребят. Паша демонстрирует свои сверхспособности, разобрав пистолет Костенко, и он соглашается. Действуя нелегально, они на вертолёте проникают на территорию Украины и высаживаются в центре Припяти, взяв с собой лишь двоих бойцов, которым Костенко полностью доверяет. Отряд продвигается в направлении Чернобыльской АЭС, не подозревая о сюрпризах, заготовленной им Зоной. |   |                                   |                          |
| 16 | 8 | «Припять 2.0»                     | 1 декабря 2017           |
| Костенко видит какого-то слепого старика и признаёт в нём старого знакомого, тушившего в момент аварии горящий реактор. Слепой советует Паше обследовать известный ему бункер. Костенко звонит сослуживцу по Припяти и узнаёт, что старик, которого они только что видели, погиб ещё мае 1986 года от радиации. Тем временем на связь с Лёшей, заточённом в бункере, выходит один из учёных, когда-то там работавших, и объясняет, как разжечь огонь с помощью батарейки и фольги. Однако, электропитание монитора, через который учёный разговаривал с Лёшей, отсутствовало. Лёша находит Настю и Гошу, после чего они сбегают из бункера и понимают, что находятся в Украине. Тем временем Зона подкидывает очередной сюрприз, подсунув сначала неизвестного в маске, который уходит в лес, заставляя отряд разделиться, а потом создаёт фантомы, которые выглядят точь-в-точь как Костенко и один из его бойцов, в то время, как они сами ищут того неизвестного. Зона подставляет бойцов Сергея под огонь друг друга, приводя к их смерти. Тем временем Паша понимает, что Костенко, который перед ними - не Костенко, а воплощение Зоны, фантом. Фантом Костенко растворяется в воздухе, и их настигает Киняев, который отбрасывает Аню на несколько метров, роняя её на дорогу. Паша мысленно общается с ней и просит её бежать, когда он отвлечёт внимание Киняева. Ему это удаётся, сначала повалив дерево, а потом создав, к крайнему удивлению Киняева, фантома Костенко. Лёша, Гоша и Настя тем временем добираются до Припяти и заходят в дом, где горит костёр. Затем перед ними появляется собака, пронзённая арматурой. Аня, видевшая, как Паша обессиленно потерял сознание, стоит на месте, не зная что делать, когда на связь выходит Костенко. Она видит его, но тут же берёт на прицел, пока не убеждается, что беседует с настоящим человеком. Вместе они захватывают внедорожник службы охраны "Глобал Кинтек", убив находившихся внутри людей. Заехав в Припять и чуть не налетев на собаку, они воссоединяются со всеми, кроме Паши. Сергей вооружает ребят. Тем временем Киняев выкачивает из Паши его кровь, называя его кровь "Кровью Зоны" и лжёт, что друзья Паши мертвы, при этом обсуждая личность Сорокина и предполагая, что тот пытается защитить себя. Также Дерек объясняет, что пытался остановить Клэр, и заставляет Пашу восстановить настоящие воспоминания, в которых он сам застрелил своего двойника из реальности СССР-2013 и как он силой мысли взорвал машину у здания МИД СССР, убив Антонова. Вскоре после этого отряд проникает в бассейн, где Киняев успешно борется с Костенко и остальными, но получает в плечо пулю от Гоши. Паша, будучи под влиянием Зоны, убивает сначала собаку, натравленную на Киняева, а потом пытается выстрелить в Аню. Сергей призывает Гошу выстрелить в Пашу, но любовь Паши к Ане оказывается сильнее влияния Зоны, и он сначала бросает пистолет, а потом заставляет Киняева, взявшего пистолет в свои руки, застрелиться. Не обращая внимания на друзей, он уходит, направляясь к станции, став воплощением Зоны, её частью... |   |                                   |                          |

### Полнометражный фильм.Чернобыль: Зона отчуждения. Финал(2019)
| №  | # | Название    | Оригинальная дата показа |
| -- | - | ----------- | ------------------------ |
| 17 | 1 | «1-я часть» | 19 сентября 2019         |
| 18 | 2 | «2-я часть» | 26 сентября 2019         |
| 19 | 3 | «3-я часть» | 3 октября 2019           |

## Создание
Пилотное название сериала — «Чернобыль». Поскольку проводить съёмки в настоящей Зоне отчуждения было опасно для здоровья, то там было снято очень немного сцен (это были лишь короткие эпизоды, в которых не был задействован ни один из актёров). В остальном же сцены в Припяти снимались в России в городах с похожей архитектурой (в их числе заброшенный пионерлагерь «Салют» в Московской области и зона отдыха с заброшенным колесом обозрения в городе Кольчугино Владимирской области) и в декорациях с обширным применением компьютерной графики (например, панорамный вид самой Чернобыльской АЭС до аварии). Некоторые кадры были с точностью воспроизведены по фотографиям Припяти. Часть съёмок проходила в городе Московский, в котором снимались сцены в Припяти до аварии. Прокатчики предлагали создателям сериала адаптировать отснятый материал в полнометражную картину продолжительностью 2 часа, на что получили отказ.
Премьера сериала переносилась 3 раза. Вначале сообщалось о планах его выхода на «ТНТ» в сезоне 2010/2011 годов, затем премьеру перенесли на сезон 2012/2013 годов, потом был озвучен сезон 2013/2014 годов, и только лишь 19 января 2014 года стало известно о том, что премьера состоится в сезоне 2014/2015 годов.
Премьерный показ сериала прошёл в Москве 24 сентября 2014 года в кинотеатре «Октябрь» с участием звёзд кино и шоу-бизнеса (подобные показы позже прошли и в 18 других городах России: Санкт-Петербурге, Перми, Красноярске, Екатеринбурге, Владивостоке, Кемерово, Новосибирске, Саратове, Иркутске, Ижевске, Омске, Ульяновске, Туле, Барнауле, Томске, Уфе, Челябинске и Воронеже) и это был первый в России случай, когда сериал был полностью показан в кинотеатре ещё до официальной премьеры на телевидении.
Летом 2016 года генеральным директором ТНТ стал Артур Джанибекян. В октябре он принял решение отказаться от сериалов «Чернобыль. Зона отчуждения» и «Гоголь», посчитав эксперимент с расширением аудитории за счёт дорогостоящих драматических сериалов неудачным. Сериалы были переданы другому каналу ГПМ РТВ — «ТВ-3», который в конце года возглавили продюсеры сериала Валерий Федорович и Евгений Никишов.

## Саундтрек

### Песни
| Исполнитель              | Название песни         | Серия |
| ------------------------ | ---------------------- | ----- |
| Icona Pop                | I Love It              | 1     |
| DJ M.E.G. feat. Serebro  | Угар                   | 1     |
| Lionel Richie            | Say You, Say Me        | 1     |
| Группа «Нэнси»           | Дым сигарет с ментолом | 1     |
| Жека                     | Остывший чай           | 1, 3  |
| Группа «Слот»            | Клон                   | 1     |
| Рок-группа «The Subways» | ROCK’N’ROLL QUEEN      | 1     |
|                          |                        |       |
| Группа «Warpaint»        | Drive                  | 3     |
| Рок-группа «Мифы»        | Река                   | 5     |
| Лев Лещенко              | Белая вишня            | 5     |
| Николай Гнатюк           | Молодые                | 5     |
| ВИА «Верасы»             | Я у бабушки живу       | 5     |
| September                | In Orbit               | 5     |
| Муслим Магомаев          | Чёртово колесо         | 1, 6  |
| Алла Пугачёва            | Паромщик               | 7     |
| Валерий Леонтьев         | Вернисаж               | 7     |
| ВИА «Лейся, песня»       | Прощай                 | 8     |
| Zivert                   | Ветер перемены         | 9     |

### Композиции
| Автор                                                                  | Название композиции                | Серия   |
| ---------------------------------------------------------------------- | ---------------------------------- | ------- |
| Blues Saraceno                                                         | Phuzz Face                         | 1       |
| Blues Saraceno                                                         | All Fired Up                       | 3       |
| Loxley / Hawke                                                         | Keep The Faith Alive               | 1       |
| Loxley / Hawke                                                         | White Lies                         | 3       |
| Ben Standage                                                           | On Behalf Of My Bro                | 1       |
| Tarver / Underhill / Greenwood / Williams                              | Radiate                            | 1       |
| Mel Wesson                                                             | Off Radar                          | 1       |
| Mel Wesson                                                             | Phantom Play                       | 2       |
| Mel Wesson                                                             | Possessed Guest                    | 2, 4    |
| Mel Wesson                                                             | Sub Surface                        | 3       |
| Mel Wesson                                                             | DEEPCORE                           | 4       |
| MORGAN / COOPER / MORGAN                                               | ROCK’N’ROLL QUEEN                  | 1       |
| Christian FJ Buttner, Zippy Davids                                     | Work It                            | 1       |
| Alain Tristant, Franck Lascombes                                       | Breaking My Heart                  | 1       |
| Sylvian Lux                                                            | Party Every Day                    | 1       |
| Zivert                                                                 | Ветер перемен                      | 1       |
| Daniel Backers & Peter Moslener                                        | Siberian Command Base              | 1-8     |
| Daniel Backers & Peter Moslener                                        | Unknown Danger                     | 2       |
| Simon Kringel (GEMA), Bjarke Monrad (GEMA), Jesper Hoff-Klausen (KODA) | Keep Running                       | 2       |
| Андрей Данилко, Аркадий Гарцман / Андрей Данилко                       | Тук-тук-тук                        | 2       |
| Nitin Sawhney                                                          | Hidden Danger                      | 2       |
| O’DOWDA / WOOD                                                         | All Alone                          | 3       |
| Trevor Morris                                                          | Dread-2                            | 3, 7    |
| Trevor Morris                                                          | Scare-1                            | 3       |
| Trevor Morris                                                          | Dread-4                            | 3, 6    |
| Wally Gagel / Xandy Barry                                              | Barkling                           | 3       |
| John Hunter Jr, Jonathan Slott, Matthew Minich                         | I’m Fine On My Own                 | 3       |
| Joseph Saba & Stewart Winter                                           | Templum Malus (RISE) (MODULE)      | 4, 7    |
| JC Lemay (SACEM)                                                       | Return To Tomorrow                 | 4       |
| Ian Honeyman                                                           | Bad Will                           | 5       |
| David Inlander                                                         | Cloak and Swagger                  | 5       |
| David Inlander                                                         | Blank Window                       | 5       |
| Colin Baldry (PRS) / Tom Kane (PRS)                                    | Into Darkness                      | 5       |
| Alex Kharlamov (ASCAP)                                                 | Dangerous Night Suspense           | 5       |
| Luke Keyte (PRS), Nick Hill (PRS), Ross Curnow (PRS)                   | Face To Face                       | 5       |
| Hans Zimmer, Steve Kofsky, Bruce Fowler, Mel Wesson                    | Fire Storm                         | 6       |
| Юрий Лоза / Борис Шифрин                                               | Купи мне, мама, джинсы             | 6       |
| Вячеслав Добрынин / Леонид Дербенёв                                    | Прощай                             | 6       |
| Brian Randazzo                                                         | Torn To Shreds                     | 6       |
| Tom Howe (PRS)                                                         | Electric Fear                      | 6       |
| Andrew Britton (PRS), Andrew Skeet (PRS), David Goldsmith (PRS)        | Dark Skies                         | 6       |
| Фаррух Закиров / Юрий Энтин                                            | Учкудук — Три колодца              | 7       |
| Lemelle                                                                | Meticulous Disembowelment (MODULE) | 7       |
| Miguel D’Oliveira                                                      | Disappointing Results              | 7       |
| Bernhard Hering, Martin Wester, Matthias Kruger                        | Dark Pulse 14                      | 7       |
| Matthew Harris                                                         | Rocking The Baby                   | 7       |
| Real Slow Motion                                                       | Deadwood                           | 3, 6, 8 |

## Оценки и рейтинги
Телесериал стартовал с высокими рейтингами в эфире телеканала ТНТ. 13 октября 2014 года в 22:00 премьерная серия «Чернобыля. Зоны отчуждения» по аудитории от 14 до 44 лет собрала по России долю 28,4 % (в Москве — 29,9 %), то есть её посмотрел каждый третий телезритель. Доля в молодёжной аудитории от 18 до 30 лет составила по России 34,9 %, а по Москве — 40,4 %. Среди аудитории 18—44 лет сериал обогнал по рейтингам премьерную серию четвёртого сезона «Кухни» (СТС) и новую семейную сагу «Дом с лилиями» (Первый канал).
За первую неделю с момента размещения серий «Чернобыля. Зоны отчуждения» на российском видеопортале Rutube, сериал собрал 6,1 млн просмотров, что на 1,6 млн просмотров больше, чем у первого сезона «Физрука», побившего в апреле 2014 года рекорды по просмотрам.
В дальнейшем телесериалу удалось опередить предыдущего рекордсмена по рейтингам на канале ТНТ — первый сезон сериала «Физрук». По аудитории 14-44 доля «Чернобыля. Зоны отчуждения» составила 27,1 %, а рейтинг телесмотрения 7,2 %, в то время как для первого сезона «Физрука» эти цифры составляли 25,7 % и 6,7 % соответственно.
Сериал попал в список «10 лучших русских сериалов 2014 года» по версии журнала «Афиша».

## Награды и номинации
- Профессиональный приз Ассоциации продюсеров кино и телевидения в области телевизионного кино 2015[16] — номинация на приз в категории «Лучшая работа режиссёра монтажа» (Сергей Кучеров)
- Премия «Жорж 2015»[17] — номинация на премию в категории «Российский сериал года (драма)»
- Премия «Слово 2015»[18] — номинация на премию в категории «Лучший сценарий телевизионного фильма» (Илья Куликов, Евгений Никишов)
- Премия «ТЭФИ 2015»[19] — номинация на премию в категории «Телевизионный фильм/сериал»
- Премии OOPS! Choice Awards 2015 (церемония вручения состоялась 29 октября 2015 года):

- номинация на премию в категории «Лучший сериал»
- номинация на премию в категории «Лучший актёр сериала» (Сергей Романович)
- номинация на премию в категории «Лучший актёр сериала» (Константин Давыдов)
- номинация на премию в категории «Лучшая актриса сериала» (Кристина Казинская)